# Consulat général de Belgique à Strasbourg
La Représentation permanente de Belgique à Strasbourg est une ancienne représentation diplomatique du Royaume de Belgique en France, fermée en 2015. L'adresse où elle était située, 3, place Brant, à Strasbourg, en Alsace, est aujourd'hui celle de la Représentation permanente de la Belgique auprès du Conseil de l’Europe. 